# عقرب البحر المتطاول
عقرب البحر المتطاول (الاسم العلمي: Scorpaena elongata) هي نوع من الأسماك يتبع جنس عقرب البحر من الفصيلة عقارب البحر.